# SNK
SNK Corporation (株式会社SNK, Kabushiki-gaisha Esu Enu Kē) is een Japanse computerspelontwikkelaar. SNK is de afkorting van Shin Nihon Kikaku (新日本企画), letterlijk vertaald: Nieuw Japan Project. Het bedrijf is vooral gekend om zijn vele kwalitatieve arcadegames zoals The King of Fighters en Metal Slug.

## Historiek

### Begin- en de succesjaren
In de vroege jaren zeventig leidde Eikichi Kawasaki, een voormalige bokser, een coffeeshop en een bouw- en wegenbouwbedrijf in Osaka. In 1973 verwierf hij een elektrotechnisch bedrijf in Kobe, waarmee hij de Shin Nihon Kikaku creēerde. Toen Kawasaki de snelle groei van de markt met op munten gebaseerde videogames opmerkte, breidde hij de Shin Nihon Kikaku uit met de ontwikkeling en commercialisering van op munten opererende stand-alone games. Op 22 juli 1978 werd het bedrijf herbouwd als Shin Nihon Kikaku Corporation, gevestigd in Higashiosaka.
SNK werd in 1978 in Japan opgericht door Eikichi Kawasaki, met de bedoeling software en hardware te creëren voor verschillende klanten.
Het bedrijf kreeg aanvankelijk de bijnaam "Shin Nihon Kikaku" in katakana, maar sinds 1981 is het veranderd in "SNK" door de initialen uit het Romeinse alfabet (Shin Nihon Kikaku) te nemen. De Engelse copyrightnotatie was ook "SNK CORPORATION". Het vestigde zich in Sunnyvale, Californië, om zijn eigen merk spellen op munten te leveren aan speelhallen in Noord-Amerika. SNK koos John Rowe om zijn Amerikaanse operatie te leiden.
In het begin focuste SNK zich vooral op de arcademarkt, die begin jaren 80 in bloei stond. Midden jaren 80 maakte SNK ook enkele spellen voor de Nintendo Entertainment System, maar besloot na enkele jaren zich toch weer toe te leggen op de arcades.
In april 1986 werd de bedrijfsnaam gewijzigd in de bijnaam "SNK", maar de geregistreerde handelsnaam moest SNK Corporation worden. Dit komt omdat het Miniterie van Justitie op dat moment de registratie van een handelsnaam met gebruik van het alfabet niet goedkeurde, zoals voor ADK, NMK, TDK en RKB Mainichi Broadcasting. In november 1986 werd in Sunnyvale, Californië, de Amerikaanse dochteronderneming SNK Corporation of America geboren. In maart 1988 verhuisde het SNK-personeel naar een gebouw in Suita, Osaka, Japan.
Eind jaren 80 ontwikkelde SNK zijn eigen hardwareformaat voor in de arcades, de Neo-Geo MVS. Dit werd een groot succes, en men besloot er ook een thuisversie van te maken, genaamd Neo-Geo AES. Rond die tijd (1991) was het een van de krachtigste spelcomputers ooit, maar zeker ook de duurste. Door de prijs werd het zeker geen commercieel succes, maar nu nog steeds hebben verzamelaars er veel voor over om er één te bemachtigen.
Later werd nog de Neo-Geo CD, Neo-Geo CDZ en Hyper Neo-Geo 64 uitgebracht. Dat laatste was een 64-bit arcade systeem, maar het flopte compleet. SNK bracht ook nog twee handhelds uit, de Neo-Geo Pocket en de Neo-Geo Pocket Color. Die hadden ook maar een beperkt succes, maar hadden toch een paar uitstekende spellen.

### Faillissement wegens mislukte civiele rehabilitatie
In 2000 was het bijna game over voor SNK, door hun belabberde financiële toestand werden ze gedwongen om door Aruze overgenomen te worden.
SNK sloot alle Amerikaanse, Canadese en Europese activiteiten op 13 juni 2000. Het bedrijf verkocht distributierechten in Noord-Amerika voor MVS-arcadesystemen en Neo Print-fotosystemen. Het gaf licenties voor Noord-Amerikaanse lokalisaties van sommige console-releases aan externe bedrijven.
Met een laag moreel en een onduidelijke toekomst verlieten veel werknemers van het bedrijf hun baan. Sommigen sloten zich aan bij rivalen Capcom en Arc System Works, en anderen gingen verder en richtten de ontwikkelaar Dimps op. Kawasaki financierde, samem met vijf andere voormalige SNK-managers, de oprichting van BrezzaSoft, dat Neo Geo-spellen zoals The King of Fighters 2001 bleef ontwikkelen.
Met een totale schuld van ongeveer 38 miljard yen gaf SNK de vrijwillige wederopbouw op en diende op 2 april 2001 een aanvraag in voor de toepassing van de wet op de civiele rehabilitatie bij de districtsrechtbank van Osaka waarmee het feitelijk failliet ging. De aanvraag werd geaccepteerd, de revitaliseringsprocedures waren eenmaal aan de gang en het hoofdkantoor keerde terug naar Suita City, prefectuur Osaka. De districtsrechtbank besloot op 1 oktober van hetzelfde jaar de civiele rehabilitatieprocedure af te schaffen en werd op 30 oktober failliet verklaard.
Licenties voor SNK's gameproductie en ontwikkelingsrechten voor zijn franchises werden verkocht aan verschillende andere bedrijven. Deze omvatten BrezzaSoft, dat The King of Fighters 2001 produceerde, zoals het in Zuid-Korea gevestigde Eolith, dat tussen 2001 en 2002 de The King of Fighters- franchise produceerde, en Mega Enterprise, dat Metal Slug 4 produceerde. In 2001 eindigde de Neo Geo-familie. Het werd elf jaar later kort nieuw leven ingeblazen met de Neo Geo X.

### Playmore Corporation

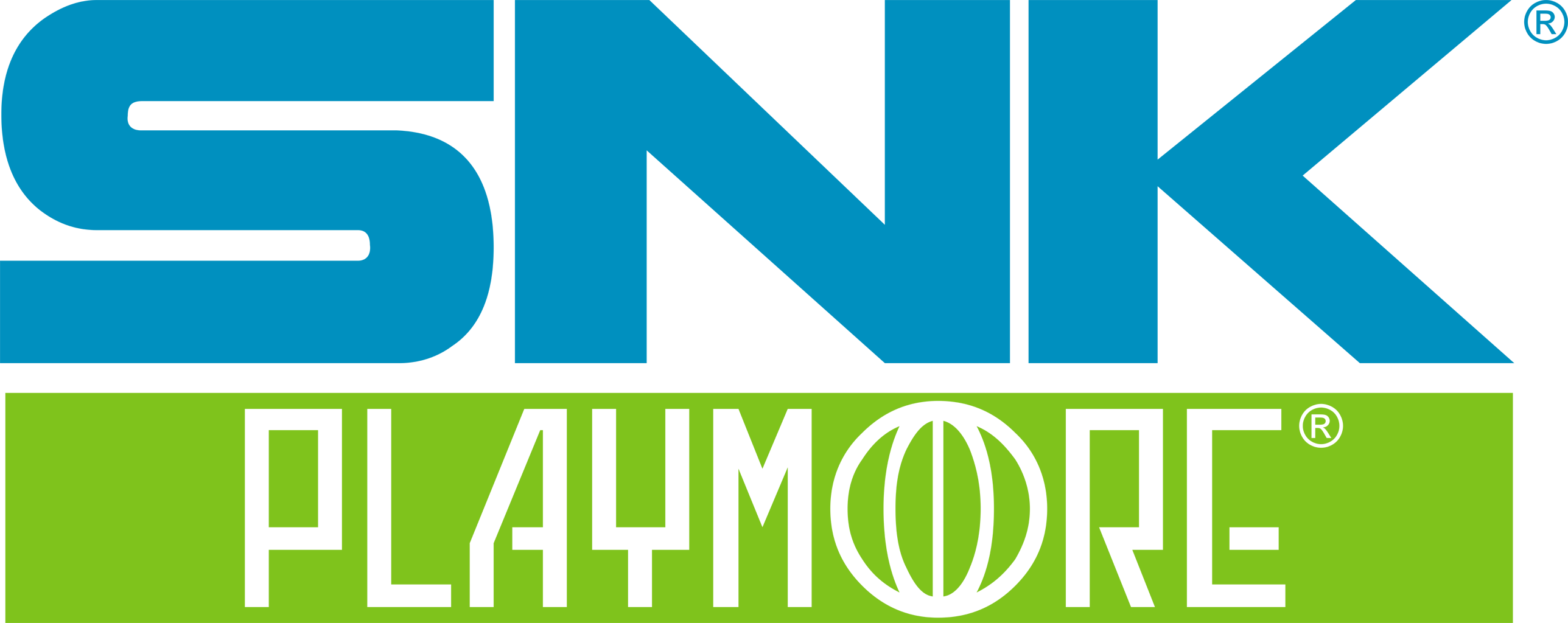
SNK Playmore logo van 2003 tot 2016

Opgericht als Playmore Corporation op 1 augustus 2001. Het was oorspronkelijk een dochteronderneming van de voormalige SNK. Aanvankelijk was het een legaal bedrijf dat gespecialiseerd was in auteursrechtbeheerdiensten, en het zou onjuist zijn om de voormalige SNK als haar voorganger te beschouwen. Op 30 oktober van hetzelfde jaar verwierf het bedrijf de intellectuele eigendomsrechten van het bedrijf in een bod dat werd uitgebracht tijdens het faillissement van de voormalige SNK. In juli 2003 veranderde het bedrijf, met toestemming van Eikichi Kawasaki, de oprichter van het voormalige SNK-bedrijf, zijn naam in SNK Playmore Corporation.
In 2004 won Kawasaki een rechtszaak tegen Aruze en kreeg een ruime shadevergoeding. SNK was weer helemaal terug.
Toch besloot het bedrijf niet meer te ontwikkelen voor het AES Systeem, en ging in zee met Sammy. Daardoor kon SNK Playmore gebruikmaken van het Atomiswave Arcade System Board. Men begon ook spellen te ontwikkelen exclusief voor de thuisconsoles, zoals King of Fighters Maximum Impact voor PlayStation 2.

### De wedergeboorte
In maart 2015 heeft Leyou Technologies Holdings een renteverklaring ingediend bij de Hong Kong Stock Exchange, met de nadruk op een "mogelijke investering in een gerenommeerde Japanse ontwikkelaar van videogames". Later in augustus werd aangekondigd dat de Chinese gigant 37Games voor web- en mobiele games, samen met een vermogensbeheerder, Oriënt Securities, een joint venture hadden opgericht om te investeren in Ledo Millennium, een dochteronderneming van Leyou Technologies. Via Ledo verwierf de onderneming Kawasaki's belang van 81,25% in SNK Playmore voor $ 63,5 miljoen. De reden voor de overname was om rechten te verkrijgen op het IP van SNK Playmore en deze verder te ontwikkelen door Marvel's benadering van massamedia te volgen, met games, strips, film en televisie.
Op 25 april 2016 schrapte SNK officieel de naam "Playmore" van het bedrijfslogo en introduceerde het opnieuw zijn oude slogan "The Future Is Now", om "een terugkeer naar de rijke gamegeschiedenis van SNK" aan te duiden. Een wettelijke naamswijziging van SNK Playmore Corporation naar "SNK Corporation" volgde op 1 december 2016, om SNK Playmore steviger te vestigen als de opvolger van het oude SNK-merk en de erfenis.
Op 20 maart 2023 verplaatste SNK het hoofdkantoor naar Yodogawa-ku, Osaka.

## Hardware
- Neo-Geo (MVS en AES) 1990
- Neo-Geo CD (en Neo-Geo CDZ)1994
- Hyper Neo-Geo 64 1997
- Neo-Geo Pocket 1998
- Neo-Geo Pocket Color 1999
- Neo-Geo X 2012
- Neo Geo Pocket Color Selection 2021

## Bekendste spelseries
- The King of Fighters
- Samurai Shodown
- Metal Slug
- Fatal Fury
- Art of Fighting
- The Last Blade